# Suntec City

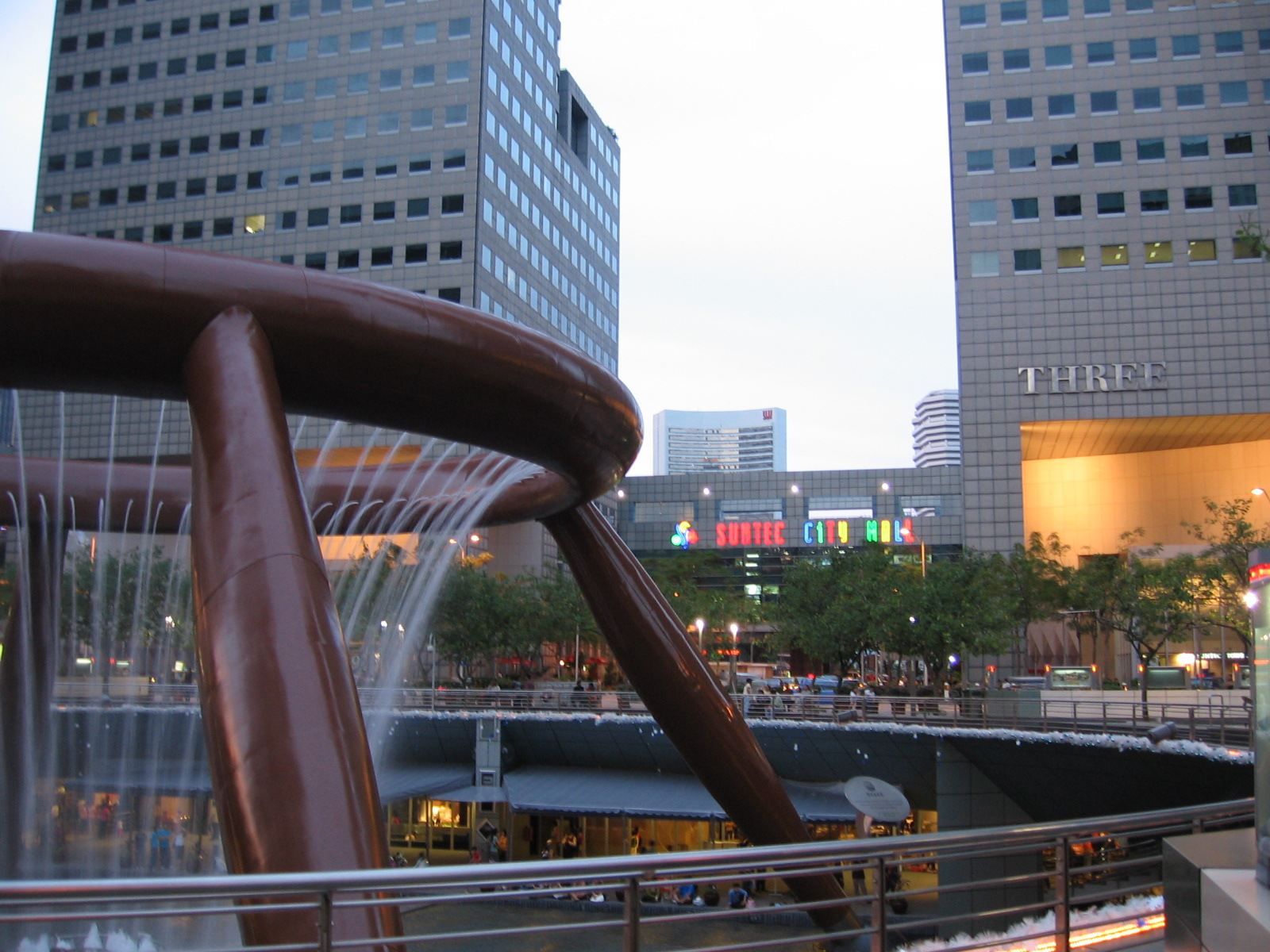
Fountain of Wealth

Suntec City ist eine bedeutende gemischt genutzte Siedlung im Marina Centre, einer Subzone des Downtown Core in Singapur, die ein Einkaufszentrum, Bürogebäude und ein Kongresszentrum vereint. Die Bauarbeiten begannen am 18. Januar 1992 (mit Erdarbeiten), gefolgt von der vollständigen Fertigstellung und Eröffnung am 22. Juli 1997.
Suntec City wurde dreimal in der Reality-Fernsehsendung The Amazing Race gezeigt. Einmal in der US-Version Staffel 3 und zweimal in der asiatischen Version in Staffel 1 und Staffel 2.

## Gestaltung
Suntec City wurde von Tsao & McKown Architects mit Schwerpunkt auf chinesischem Feng Shui entworfen. Die fünf Gebäude und das Kongresszentrum sind so angeordnet, dass sie aus der Luft betrachtet wie eine linke Hand aussehen. Der Brunnen des Reichtums erscheint wie ein goldener Ring in der Handfläche. Da der Brunnen aus Bronze besteht, wird angenommen, dass das Gleichgewicht zwischen Metall und Wasser den Weg zum Erfolg ebnet. Ferner bedeutet der speziell ausgewählte chinesische Name 新 达 "neue Leistung".

## Suntec Singapore International Convention Centre
Das Suntec Singapore (chinesisch: 新 達 城 新加坡 國際 會議 展覽 中心) wurde am 1. November 1994 offiziell eröffnet und war zuvor als Singapore International Convention and Exhibition Centre (SICEC) bekannt. Der heutige Name wurde 2004 im Rahmen einer Umbenennung übernommen. Das Kongresszentrum verfügt über insgesamt 100.000 Quadratmeter Fläche auf mehreren Ebenen.
Während der Olympische Jugend-Sommerspiele 2010 fanden im Kongresszentrum Box-, Fechten-, Handball-, Judo-, Taekwondo- und Wrestling-Wettbewerbe statt.

## Suntec City Mall
Die Suntec City Mall (chinesisch: 新 达 城 广场) ist ein Einkaufszentrum in Suntec City. Es wurde 1994 zusammen mit den ersten Phasen der Entwicklung von Suntec City eröffnet und war das größte Einkaufszentrum in Singapur mit 82.500 m² Verkaufsfläche bis zur Eröffnung von VivoCity im Jahr 2006. Es bietet auch ein Clubhaus namens Suntec City Das Gildenhaus befindet sich im fünften Stock.
Die große Größe des Einkaufszentrums bietet rund 360 Verkaufsstellen auf 4 Etagen in L-förmiger Konfiguration. Um den Käufern die Navigation durch das Einkaufszentrum zu erleichtern, wurde es in vier Zonen unterteilt:
- Der Westflügel befindet sich in den unteren Etagen des Suntec Singapore International Convention and Exhibition Centre und bietet hochwertige internationale Labels, die sich speziell an Kongressdelegierte und Touristen richten. Es wurde im Juni 2013 wiedereröffnet.
- Der Nordflügel umfasst hochwertige Mieter und Restaurants im Freien.
- Die Fountain Terrace befindet sich rund um den Fountain of Wealth und ist auf Lebensmittel- und Getränkehändler spezialisiert.
- Der Ostflügel am nordöstlichen Ende des Einkaufszentrums ist Mietern für Unterhaltung, Technologie und Lifestyle gewidmet.

Suntec City war 2016/17 Gastgeber des Countdowns von Channel 5-Künstlern.

## Bürotürme
Die Bürotürme bestehen aus fünf Gebäuden mit den Namen Towers One bis Five, von denen vier 45 Stockwerke und eines 18 Stockwerke umfassen. Letzteres hat auf jeder Etage eine vermietbare Nettofläche von 28.000 Quadratfuß, während die 45-stöckigen Türme aus Bodenplatten von 10.000 bis 14.000 Quadratfuß bestehen. Insgesamt gibt es rund 2,3 Millionen Quadratmeter Bürofläche. Turm eins bis vier ist 45-stöckig und repräsentiert die 4 Finger, und Turm 5 ist 18-stöckig und repräsentiert den Daumen.
Die Suntec City Office Towers beherbergen eine Reihe ausländischer diplomatischer / nichtdiplomatischer Missionen mit Wohnsitz in Singapur. Spanische Botschaft im 39. Stock von Turm 1, Hongkonger Wirtschafts- und Handelsbüro im 34. Stock von Turm 2, Botschaft von Ruanda im 14. Stock von Turm 3, Botschaft von Chile im 24. Stock von Turm 3, Botschaft von Katar im 41. Stock von Turm 3 und das Taiwan Trade Center im 9. Stock von Turm 4.

## Verkehr
Suntec City ist leicht über die MRT-Station Promenade für die Linien Circle und Downtown sowie die MRT-Station Esplanade zu erreichen. Darüber hinaus ist Suntec City problemlos mit den Bussen 36, 56, 70, 70M, 75, 77, 97, 97e, 106, 111, 133, 162M, 195, 502, 518, 857, 868E, 960 und 961M verbunden. Außerdem verfügt Singapore Ducktours and Big Bus Tours über einen Hauptterminus, das Büro und das Büro für Verkaufstickets in Suntec City.